# Meluhha

Meluha feltételezett helye a térképen

Meluḫḫa vagy Melukhkha (sumérul: 𒈨𒈛𒄩𒆠 Me-luḫ-ḫaKI) Sumer egyik kiemelkedő kereskedelmi partnerének sumér neve a középső bronzkorban. Azonosítása továbbra is nyitott kérdés, de a legtöbb tudós az Indus-völgyi civilizációval hozza összefüggésbe.

## Etimológia

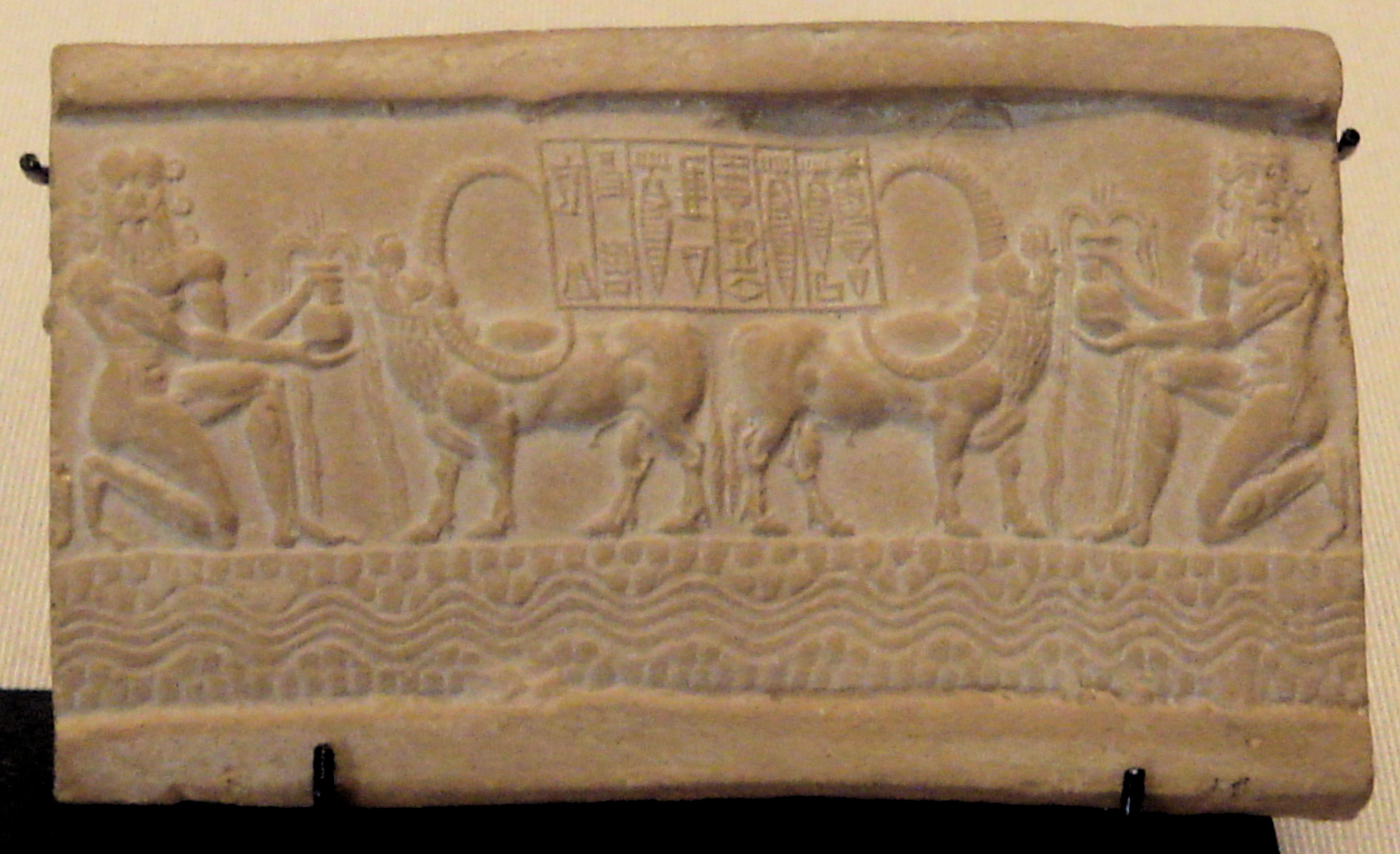
Az isteni Sharkalisharri akkádi herceg, Ibni-Sharrum, az írnok, az ő szolgája hengeres pecsétjének lenyomata. (Louvre Múzeum)

Asko Parpola finn indológus professzor a proto-dravidiákat a harappa-kultúrával és a sumér feljegyzésekben említett meluhán néppel azonosítja. Deciphering the Indus Script című könyvében Parpola azt állítja, hogy a pakisztáni brahui nép a harappa kultúra maradványa. Szerinte a "meluhha" szó a dravida mel ("emelkedett") és akam ("hely") szavakból származik. Úgy tartják, hogy a harappák szezámolajat exportáltak Mezopotámiába, ahol azt a sumér nyelven ilu, akkád nyelven pedig eḷḷḷu néven ismerték. Az egyik elmélet szerint ezek a szavak a dél-dravida I nevéből származnak (eḷḷ vagy eḷḷḷu) Michael Witzel azonban, aki az IVC-t a munda nyelvet beszélők őseivel hozza kapcsolatba, alternatív etimológiát javasol a vadszezámra vonatkozó para-munda szóból: jar-tila. A munda egy ausztroázsiai nyelv, és a dravida nyelvekben szubsztrátumot képez (beleértve a kölcsönszavakat is).
Asko Parpola a meluhhát a mlecchával hozza összefüggésbe, akiket a védikus szanszkritban nem védikus "barbároknak" tekintettek.

## Kereskedelem a sumérral
A sumér szövegek többször is utalnak három fontos központra, amelyekkel kereskedtek: Magan, Dilmun és Meluhha. Magan sumér helyét ma már elfogadottnak tartják, mint a jelenleg az Egyesült Arab Emírségeket és Ománt magába foglaló területet. Dilmun egy Perzsa-öböl menti civilizáció volt, amely mezopotámiai civilizációkkal kereskedett, a jelenlegi tudományos konszenzus szerint Dilmun Bahreint, Failaka szigetét és a Perzsa-öbölben Kelet-Arábia szomszédos partvidékét foglalta magába.

## Feliratok

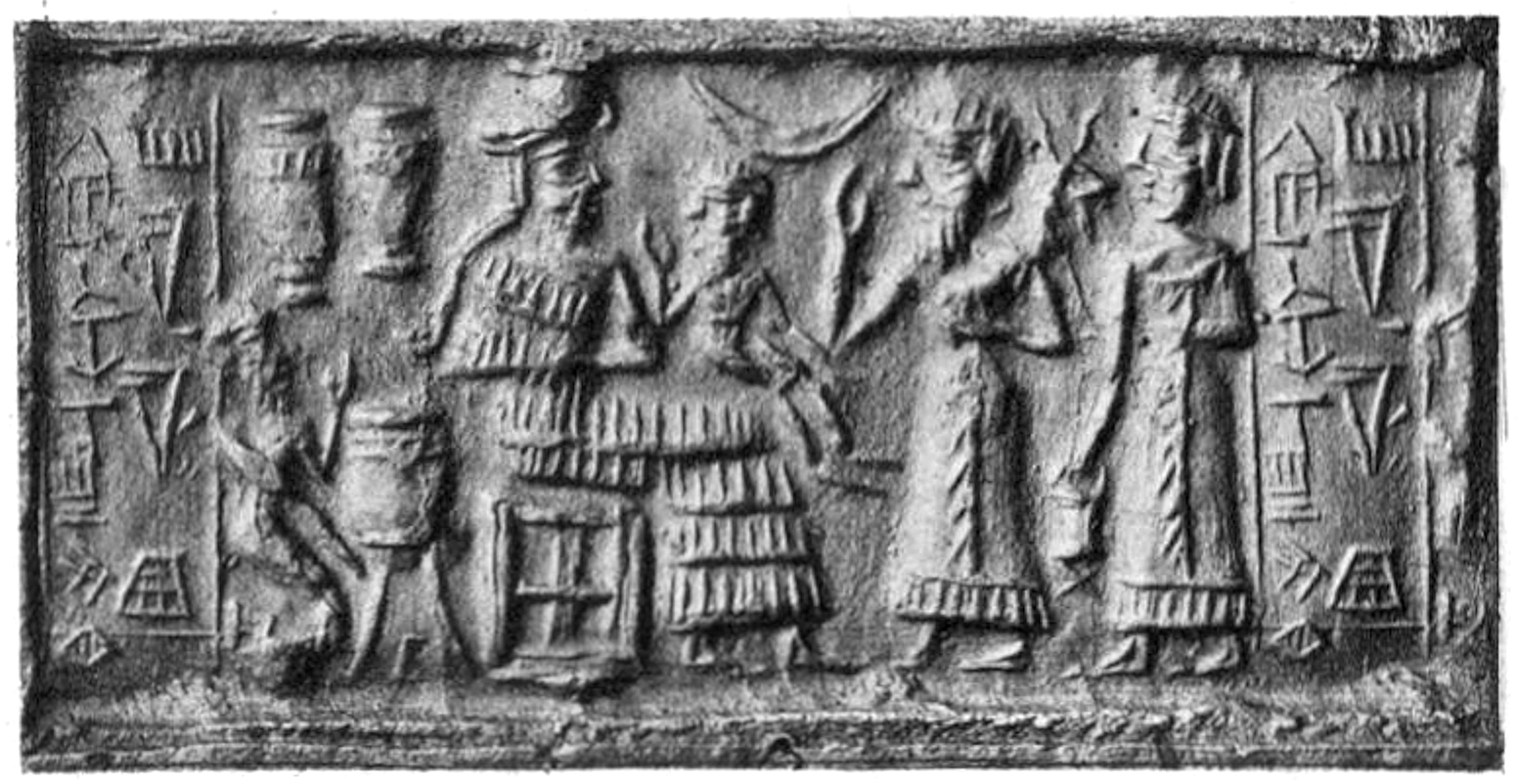
Akkád hengerpecsét Shu-ilishu, a meluhán nyelv tolmácsa felirattal, Louvre Múzeum AO 22310

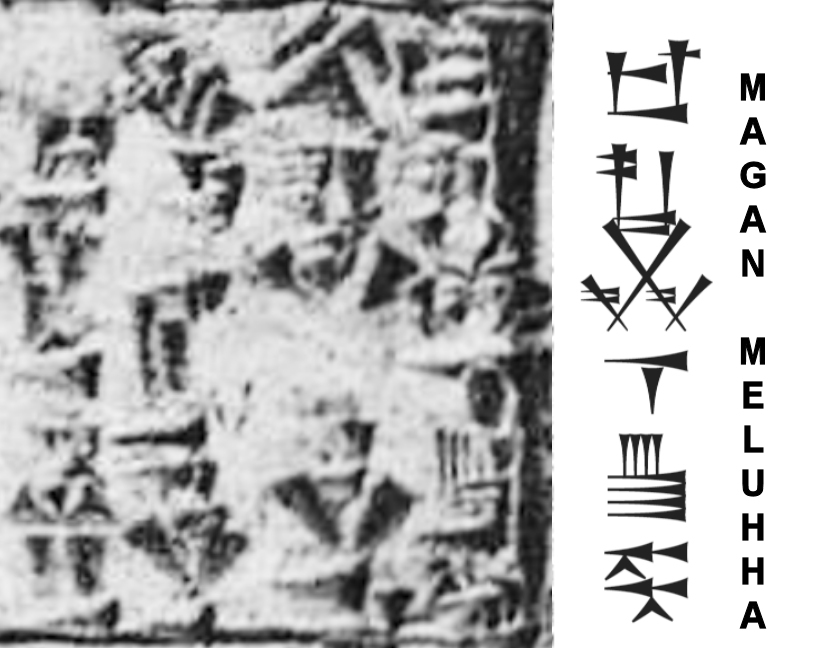
Gudea pecséthenger Magan Meluha lenyomata

-Gudea hengerek felirata A IX:19 Gudea említést tesz a templomában tartott áhítatokról: 
- "Magan és Meluhha leszállnak a hegyeikről, hogy részt vegyenek rajta."

-Sarrukín akkád király (i. e. 2334-2279) egy feliratában Meluhhából, Maganból és Dilmunból érkező hajókra hivatkozott.
-Unokája,Narám-Szín akkád király (i. e. 2254-2218) az uralma ellen lázadó királyokat felsorolva említette 
- "(... )ibra, Meluhha embere"

-Egy feliratban Lagash-i Gudea (Kr. e. 21. század körül) a meluhhaiakra hivatkozott, akik azért jöttek Sumérba, hogy aranyport, karneolt, stb. áruljanak.
-A Gudea-hengereken Gudea megemlíti, hogy:
"Elterjesztem a világban a tiszteletet a Templomom iránt, nevem alatt az egész világegyetem összegyűlik benne, és Magan és Meluhha lejönnek a hegyeikről, hogy részt vegyenek benne".
- Az A henger felirata, IX:19.
- A B henger XIV. részében megemlíti, hogy "lapis lazuli és fényes karneol tömböket szerzett be Meluhhából".
Meluhha olyan mitológiai legendákban is szerepel, mint Enki és Ninhursag:
- "Meluhha idegen földje rakodjon neked nagy hajókba értékes, kívánatos szarukőrt, tökéletes mes fát és gyönyörű aba fát".

A sumér kor vége felé a feliratokban számos említés található egy Meluhha nevű településről, amely Dél-Sumérban, Girsu városállam közelében található.
A legtöbb utalás az Akkád Birodalom és különösen az Ur III. időszakból valónak tűnik.
Gudea is megemlíti egyik feliratában a Magan, Meluhha, Elam és Amurru területek feletti győzelmét.

## Azonosítás az Indus-völgyével

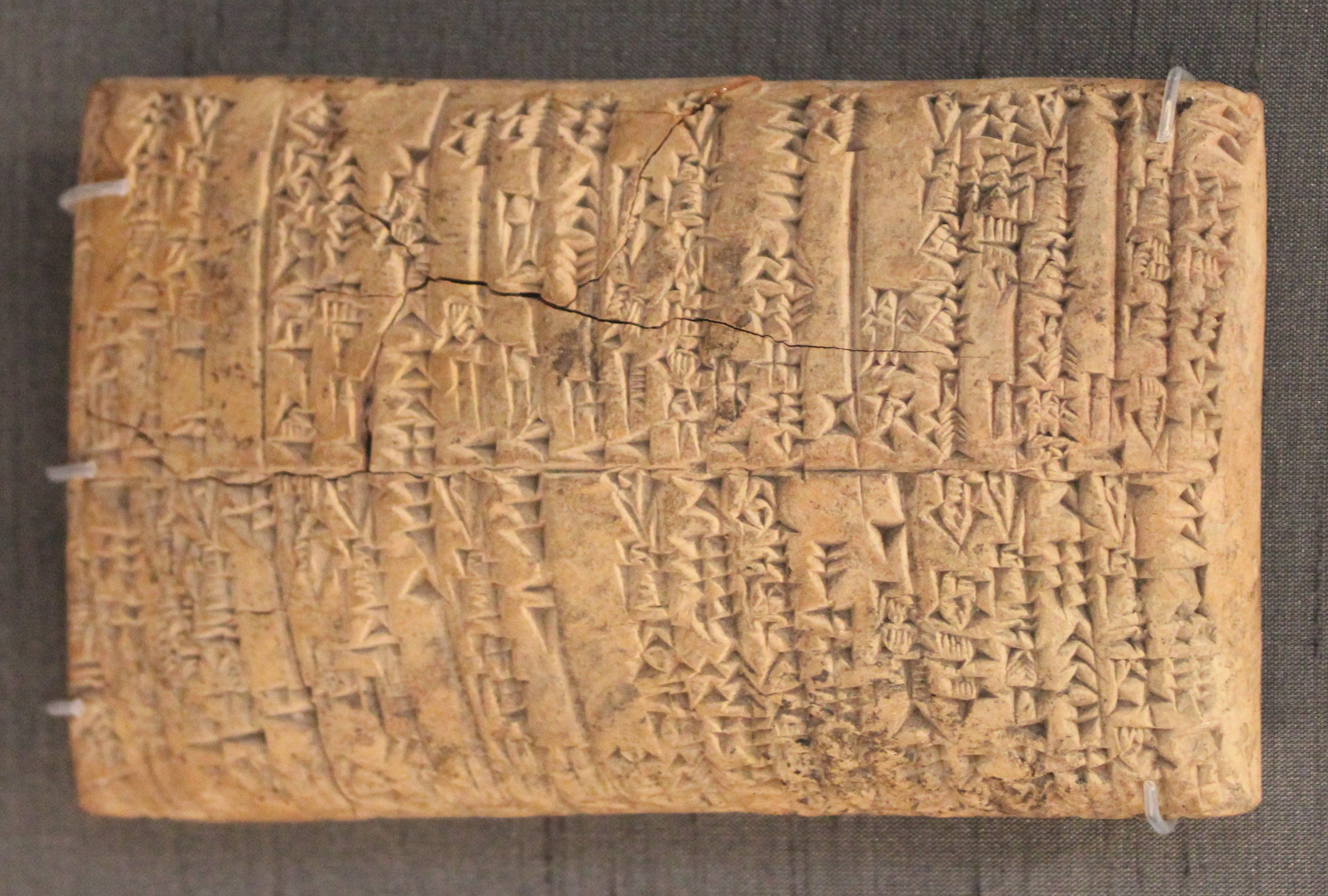
Meluhhát említő agyagtábla

Meluhha a legtöbb tudós szerint az Indus-völgyi civilizáció sumér neve volt. 
- Asko és Simo Parpola finn tudósok a korábbi sumér dokumentumokból származó Meluhhát (korábbi változata Me-lah-ha) a dravida mel akam "magas lakóhely" vagy "magas ország" szóval azonosítják. Számos kereskedelmi cikket, például fát, ásványokat és drágaköveket valóban az indusi településekhez közeli dombvidékről nyerték ki. Azt állítják továbbá, hogy Meluhha a szanszkrit mleccha szó eredete, ami "barbár, idegen" jelentésű.
- Ur királyi temetőjéből származó, az Ur első dinasztiájából (i. e. 2600-2500) származó, ezen a nyakláncon található maratott karneolgyöngyöket valószínűleg az Indus-völgyből importálták.

Korai szövegek, mint például a Rimush felirat, amely a Meluhha csapatai elleni harcot írja le Elam területén i. e. 2200 körül, úgy tűnik, hogy Meluhha keletre van, ami vagy az Indus-völgyre utal, azonban sokkal későbbi szövegek, mint például az asszíriai Assurbanipal király (i. e. 668-627) katonai hőstetteit dokumentáló Rassam-henger, jóval az Indus-völgyi civilizáció megszűnése után, arra utalnak, hogy Meluhha Afrikában, Egyiptom területén található.
Mezopotámia és az Indus-völgyi civilizáció közötti kereskedelemre elegendő régészeti bizonyíték áll rendelkezésre: 
- Az Indus-völgyi Harappa városából származó agyagpecsét lenyomatokat nyilvánvalóan árubegyűjtő kötegek lezárására használták, amint arról a hátoldalon zsinór- vagy zsáknyomokkal ellátott agyagpecsét lenyomatok tanúskodnak. Számos ilyen indusi pecsétet találtak Urban és más mezopotámiai lelőhelyeken.

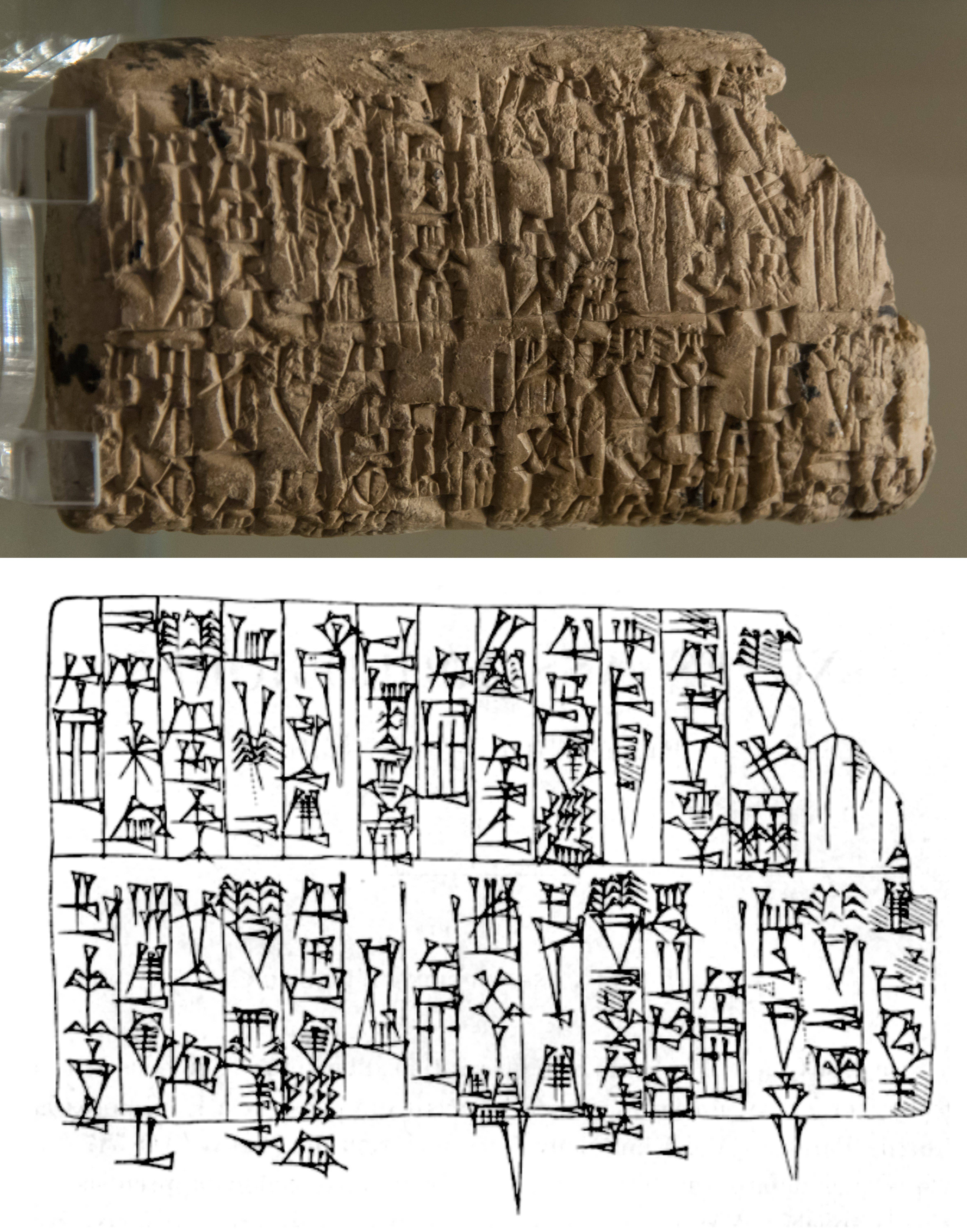
Agyagtábla és átírata Melluha említésével

A Dilmunból is ismert perzsa-öböl menti stílusú, inkább körbélyegzős, mint hengerelt pecsétek, amelyek Lothalban és Failaka szigetén (Kuvait), valamint Mezopotámiában is előfordulnak, meggyőzően alátámasztják a hosszú távú tengeri kereskedelmi hálózatot, amelyet G. L. Possehl "közép-ázsiai interakciós szférának" nevezett.
Hogy miből állt a kereskedelem, az kevésbé biztos: a Mezopotámiába küldött áruk között volt fa és nemesfa, elefántcsont, lapis lazuli, arany és olyan luxuscikkek, mint a karneol és mázas kőgyöngyök, a Perzsa-öbölből származó gyöngyök, valamint kagyló- és csontbetétek, cserébe ezüstért, ónért, gyapjúszövetekért, talán olajért, gabonáért és más élelmiszerekért. A rézrudakat, bizonyára a Mezopotámiában természetes módon előforduló bitument is elcserélhették pamutszövetekre és csirkére, az Indus vidékének fő termékeire, amelyek nem őshonosak Mezopotámiában - mindezekre már volt példa.
Az asszír és hellenisztikus korszakban az ékírásos szövegek továbbra is használták (vagy felelevenítették) a régi helységneveket, talán mesterséges folytonosságérzetet keltve a kortárs és a távoli múlt eseményei között. Médiát például "a gútaiak földjeként" említik, egy olyan népként, amely i. e. 2000 körül volt kiemelkedő.
Meluhha is megjelenik ezekben a szövegekben, olyan szövegkörnyezetben, amely arra utal, hogy "Meluhha" és "Magan" Egyiptommal szomszédos királyságok voltak. A Rassam-hengerben Assur-bán-apli az Egyiptom elleni első hadjáratáról ír: "Első hadjáratomban Magan és Meluhha ellen vonultam, valamint Taharqa, Muṣur (Egyiptom) és Kűsu ("Kush királysága", azaz Núbia) királya ellen, akit Esarhaddon, Asszíria királya, apám, aki nemzett engem, legyőzött, és akinek földjét uralma alá hajtotta. " Ebben az összefüggésben a "Magan"-t "Muṣur"-ként (Egyiptom ősi neve), a "Meluhha"-t pedig "Meroe"-ként (Núbia fővárosa) értelmezték.
- -Meluhha (𒈨𒈛𒄩𒆠), ahogyan Ashurbanipal említi a Rassam-hengerben Kr. e. 643-ban, mint Egyiptomhoz kapcsolódó területet, valószínűleg Meroe (1. oszlop 52. sor).

A hellenisztikus korban a kifejezést archaikusan a ptolemaioszi Egyiptomra használták, például a hatodik szíriai háború befejezését ünneplő ünnepségről szóló beszámolóban, vagy IV Epifánész Antiochus egyiptomi hadjárataira utalva ("Antiochus király diadalmasan vonult végig Meluhha városain").
Ezek az utalások nem feltétlenül jelentik azt, hogy a Meluhhára vonatkozó korai említések Egyiptomra is vonatkoztak. A közvetlen kapcsolatok Sumer és az Indus-völgy között már az érett harappa fázisban is megszűntek, amikor Omán és Bahrein (Magán és Dilmun) váltak közvetítőkké. Miután Urt az elamiták kifosztották, majd a sumerországi inváziókat követően a kereskedelem és a kapcsolatok nyugatra tolódtak, Meluhha pedig szinte a mitológiai emlékezetbe veszett. A név újbóli felbukkanása egyszerűen egy gazdag és távoli föld kulturális emlékét tükrözheti, és az akaemeniida és szeleukida katonai expedíciókról szóló feljegyzésekben való használata e királyok felemelkedését szolgálta. Az archaikus földrajzi kifejezések ilyen jellegű újbóli használata rendszeres volt az i. e. 1. évezredben.

## "Állati figurák"
- Arany majom egy kitűzőn, Meskalamdug sírjából, Ur királyi temetőjéből, Kr. e. 2600 körül.

-Ázsiai majomszobor vörös mészkőből, amelyet Szúszában találtak, Kr. e. 2340-2100-ra datálva, a szúszai Akropolisz Telben találták. Louvre Múzeum, Sb5884.
Mezopotámiában, különösen Urban, Babilonban és Kisben számos harappai írással ellátott induszi pecsétet találtak. Mégis, az Indusvölgyi-Civilizációval folytatott kereskedelem létezésére vonatkozó régészeti bizonyítékok Mezopotámiában gyérnek mondhatók. Andrew Robinson szerint:
Másrészt közel sincs annyi megdönthetetlen bizonyíték az Indus-Mezopotámia kereskedelemre, mint amennyit a régészek szeretnének. Nissen "szűkös régészeti adatokra" hivatkozik.

## Tengeri anyagkereskedelem

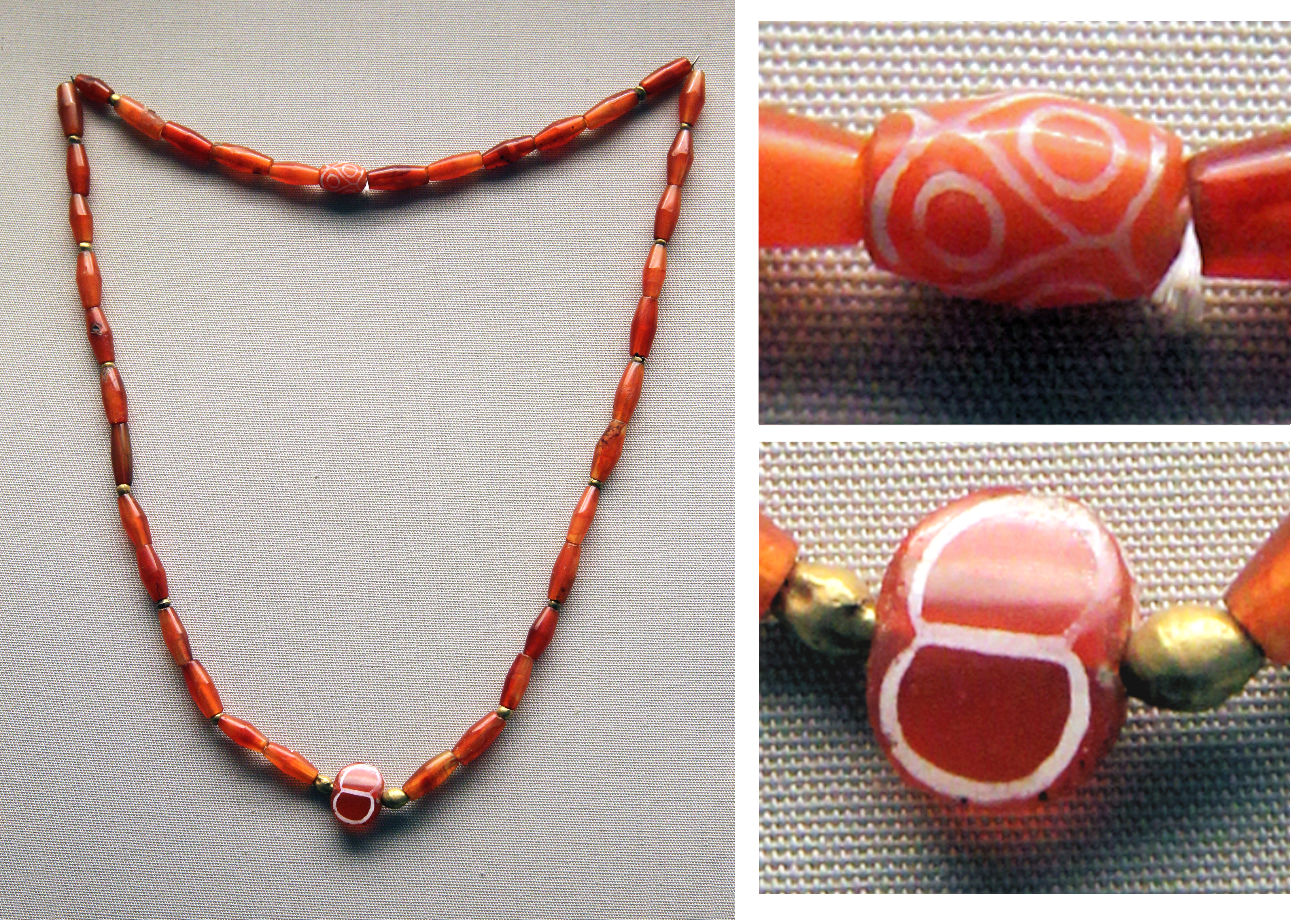
British Museum Közel-Kelet 14022019 Arany és karneol gyöngyök Kr. e. 2600-2300 Ur királyi temetője sír PG 55(kompozit)

Egy Mohendzsodáro tábla modellje, i. e. 2500-1750 (Nemzeti Múzeum, Új-Delhi), amely egy központi kabinos csónakot ábrázol. Két indusi pecsétnyomón pedig lapos fenekű folyami csónakok jelennek meg, de ezek tengerjáró képessége vitatható.
A nagy volumenű kereskedelem sajátos tételei a fa és a különleges faanyagok, mint például az ébenfa, amelyekhez nagy hajókat használtak. Luxuscikkek is megjelennek, mint például a lazurit, amelyet a Shortugai (a mai Badakhshan, Észak-Afganisztánban található) harappai kolóniában bányásztak. 1980-as években fontos régészeti felfedezéseket tettek Ras al-Jinzben (Omán), amely az Arab-félsziget legkeletibb pontján található, ami bizonyítja az Indus-völgy tengeri kapcsolatait Ománnal és általában a Közel-Kelettel.

## Konfliktus az akkádokkal és az új-szumérokkal
Az Akkád Birodalom uralkodójáról, Rimuszról szóló egyes beszámolók szerint Meluhha csapatai ellen harcolt Elam területén:
"Rimuš, a világ királya, a Parahshum királya, Abalgamash ellen vívott csatában győzedelmeskedett. És Zahara és Elam és Gupin és Meluḫḫḫa Paraḫšumon belül gyűlt össze csatára, de ő (Rimush) győzött, és 16 212 embert vert le, és 4216 foglyot ejtett. Továbbá elfogta Ehmahsini, Elam királyát és Elam összes nemesét. Továbbá elfogta Sidaga'u-t, Paraḫšum hadvezérét és Sargapi-t, Zahara hadvezérét, Awan és Szúza városai között, a "Középső folyó" mellett. Továbbá egy temetkezési dombot emelt a város helyén föléjük. Továbbá Paraḫšum alapjait Elam országából kiszakította, és így Rimuš, a világ királya uralkodik Elamban, (ahogy) Enlil isten mutatta...".
Gudea is megemlíti egyik feliratában a Magan, Meluhha, Elam és Amurru területe feletti győzelmét.

## "Meluhha" mint Meroe, az i. e. 7-2. században

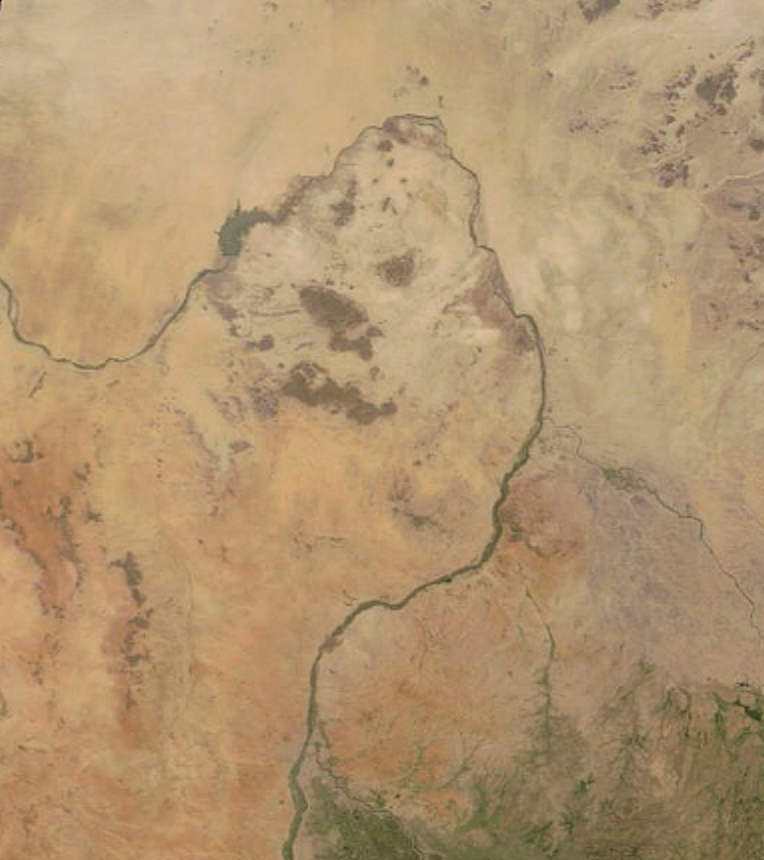
Meroe a térképen

Az asszír és hellenisztikus korszakban az ékírásos szövegek továbbra is használták (vagy felelevenítették) a régi helységneveket, talán mesterséges folytonosságérzetet keltve a kortárs és a távoli múlt eseményei között. Médiát például "a gútaiak földjeként" említik, egy olyan népként, amely i. e. 2000 körül volt kiemelkedő.
Meluhha is megjelenik ezekben a szövegekben, olyan szövegkörnyezetben, amely arra utal, hogy "Meluhha" és "Magan" Egyiptommal szomszédos királyságok voltak. A Rassam-hengerben Ashurbanipal az Egyiptom elleni első hadjáratáról ír: "Első hadjáratomban Magan és Meluhha ellen vonultam, valamint Taharqa, Muṣur (Egyiptom) és Kűsu ("Kush királysága", azaz Núbia) királya ellen, akit Esarhaddon, Asszíria királya, apám, aki nemzett engem, legyőzött, és akinek földjét uralma alá hajtotta. "
Ebben az összefüggésben a "Magan"-t "Muṣur"-ként (Egyiptom ősi neve), a "Meluhha"-t pedig "Meroe"-ként (Núbia fővárosa) értelmezték.
Meluhha (𒈨𒈛𒄩𒆠), ahogyan Ashurbanipal említi a Rassam-hengerben Kr. e. 643-ban, mint Egyiptomhoz kapcsolódó területet, valószínűleg Meroe (1. oszlop 52. sor).
A hellenisztikus korban a kifejezést archaikusan a ptolemaioszi Egyiptomra használták, például a hatodik szíriai háború befejezését ünneplő ünnepségről szóló beszámolóban, vagy IV Epifánész Antiochus egyiptomi hadjárataira utalva ("Antiochus király diadalmasan vonult végig Meluhha városain").
Ezek az utalások nem feltétlenül jelentik azt, hogy a Meluhhára vonatkozó korai említések Egyiptomra is vonatkoztak. A közvetlen kapcsolatok Sumer és az Indus-völgy között már az érett harappa fázisban is megszűntek, amikor Omán és Bahrein (Magán és Dilmun) váltak közvetítőkké. Miután Urt az elamiták kifosztották, majd a sumerországi inváziókat követően a kereskedelem és a kapcsolatok nyugatra tolódtak, Meluhha pedig szinte a mitológiai emlékezetbe veszett. A név újbóli felbukkanása egyszerűen egy gazdag és távoli föld kulturális emlékét tükrözheti, és az akaemeniida és szeleukida katonai expedíciókról szóló feljegyzésekben való használata e királyok felemelkedését szolgálta. Az archaikus földrajzi kifejezések ilyen jellegű újbóli használata rendszeres volt az i. e. 1. évezredben.